# Willian José de Souza
Willian José de Souza, genannt Amaral (* 7. Oktober 1986 in Goiânia), ist ein ehemaliger brasilianischer Fußballspieler. Der Rechtsfuß wurde alternativ als defensiver Mittelfeldspieler oder Innenverteidiger eingesetzt.

## Karriere
Amaral begann seine Laufbahn bei Goiás EC. Hier schaffte der Spieler auch den Sprung in den Profikader. Am 30. April 2006 wurde er im Série A Spiel gegen EC Juventude in der 83. Minute eingewechselt. Das erste Série A Tor seiner Profilaufbahn erzielte er am 17. Juni 2007 in der Campeonato Brasileiro Série A 2007 gegen Palmeiras São Paulo. Seinen ersten Einsatz auf internationaler Klubebene hatte er im Rahmen der Copa Sudamericana 2007. Im Spiel gegen den Cruzeiro EC am 17. August spielte Amaral von Beginn an durch.
2015 wechselte Amaral zur SE Palmeiras. In dem Jahr konnte er mit Palmeiras die Copa do Brasil gewinnen. Bereits nach der ersten Saison wurde er wieder ausgeliehen. 2016 spielte er für den Coritiba FC und Anfang 2017 ging er zu Chapecoense. Am 2. März 2017 gab der Klub eine Knieverletzung von Amaral bekannt. Die Ausfallzeit von Amaral wurde auf ein halbes Jahr geschätzt. Im Oktober 2017 bestritt Amaral dann wieder sein erstes Ligaspiel. Nachdem sein Vertrag zum Ende der Saison 2017 ausgelaufen war, unterzeichnete er im Oktober 2017 bei Chapecoense einen neuen Vertrag für 2018. Dieser wurde im Dezember 2018 für ein weiteres Jahr verlängert. Nach der Saison 2019 beendete Amaral bei dem Klub seine aktive Laufbahn.

## Erfolge
Goiás
- Staatsmeisterschaft von Goiás: 2006, 2009, 2012, 2013
- Campeonato Brasileiro Série B: 2012

Palmeiras
- Copa do Brasil: 2015

Chapecoense
- Staatsmeisterschaft von Santa Catarina: 2017